# Ненад Пагонис
Ненад Пагонис (рођен 28. јула 1987. у Новом Саду) српски је кик-боксер у најтежој категорији. Од 2010. године постао је В.А.К.О. Професионални светски шампион (правила К-1). Освојио је низ светских и европских првенстава на аматерском нивоу.

## Биографија и каријера
Пагонис је по оцу грчког порекла. 2006. године, као деветнаестогодишњак, освојио је златну медаљу на годишњим балканским играма и злато на В.А.К.О. Европском првенству у Македонији. Од 2007. до 2009. године освојио је два светска првенства, два светска купа и још једно балканско првенство.
У години 2010. Пагонис је постао професионалац и Про освојио светску титулу В.А.К.О против актуелног шампиона Антонија Соусе. Победио је зауставном победом у трећој рунди у Милану Соуса је оборен три пута пре него што је судија прекинуо борбу. Пагонис је затим почео у Микес Гим (Mike's Gym) теретани у Холандији, где је тренирао са борцима попут Бадра Харија и Мелвина Манхоефа. Пагонис је тда 8 пута освојио светску титулу (4 титуле аматера, 4 професионалне титуле) и 3 титуле првака Европе. Пагонис је такође наступио на програму Шов Шовтиме у Атини 2010. године, где је победио Рустемија Крешника том победом омогућио је да изазове владајућег шампиона Итс Шовтиме 95МАКС Даниа Илунгу следеће године.
Планирана борба 9. децембра 2012. под новооснованом српском организацијом „Врховно борбено првенство“ није се догодила након повреде Пагониса.
Изгубио је од Артема Вакитова једногласном одлуком о подгрупи Глори 12: Њујорк 23. новембра у Њујорку, али је та одлука била упитна.
Осим своје професионалне боксерске каријере, оснивач је и водећи вокал српског рок бенда Црни Петао (због правних разлога бенд је променио име из Црни Петао у Јурасик Рок, из његовога презимена, а такође на грчком значи и петао (паун)). Пагонис изводи мушке обраде хваљених песама АЦ / ДЦ, Дееп Пурпле, Иглс и Џудас прист на разним фестивалима у војвођанском региону и Новом Саду, укључујући хуманитарне фестивале Атина и Октоберфест. Поред тога, његова музичка каријера укључује учешће и српске верзије Твоје лице звучи познато (4. сезона). Тачним редоследом који је имитирао: Луис Фонси (10. место), Аксл Роуз од Гунс Н 'Росес (3. место), Шабан Шаулић (3. место), Јелена Карлеуша (6. место), Марк Ентони (1. место), Хари Стајлс ( 8. место), Роби Вилијамс (8. место), Кончита Вурст (10. место), Лени Кравиц (9. место), Ђорђе Балашевић (10. место) и Брајан Џонсон из АЦ / ДЦ (2. место). У финалу је завршио на 8. месту од 10 места.

## Награде

### Професионално
- 2014 В.А.К.О. Про (енгл. W.A.K.O. Pro) Светска Лоу Кик правила. Шампион у тешкој категорији -88,61 кг
- 2013 В.А.К.О. Светски шампион у тешкој категорији у крузеру -94,1 кг (Лоу Кик правило)
- 2012 Осваја ВАКО Про Ворлд Гранд Прик 2011 првенство (Као члан репрезентације Србије)
- 2012 В.К.Б.Ф. К-1 правила Међународно првенство у супертешкој категорији +95 кг.[9]
- 2010 В.А.К.О. Про светски шампион у тешкој категорији -88,6 кг (К-1 правила)

### Аматерски
- 2015 В.А.К.О. Светско првенство у Београду, Србија Злато −91 кг (К-1 правила)
- 2014 В.А.К.О. Европско првенство у Билбау, Шпанија Сребро −91 кг (Лоу-Кик правила)[10]
- 2013 В.А.К.О. Светско првенство у Гуаруји, Бразил, злато −91 кг (Лоу-Кик правила)
- 2012 В.А.К.О. Европско првенство у Анкари, Турска Злато −91 кг (Лоу-Кик правила)
- 2011 В.А.К.О. Светско првенство у Скопљу, Македонија Злато -91 кг (К-1 правила)
- 2010 Шампион Отвореног купа Србије -86 кг (К-1 правила)
- 2009 В.А.К.О. Светско првенство у Виллацху, Аустрија Злато -86 кг (К-1 правила)
- 2009 В.А.К.О. Светски куп у Сегедину, Мађарска Злато -86 кг (К-1 правила)[11]
- 2008 В.А.К.О. Европско првенство у Португу, Португалија Злато −86 кг (К-1 правила)
- 2008 В.А.К.О. Балканско првенство у Охриду, Македонија Злато -86 кг (К-1 правила)[12]
- 2008 В.А.К.О. Светски куп у Сегедину, Мађарска Злато -86 кг (К-1 правила)[13]
- 2007 В.А.К.О. Светско првенство у Београду, Србија Злато -81 кг (Лоу-Кик)
- 2007 В.А.К.О. Светски куп у Сегедину, Мађарска Злато -81 кг (Ниски ударац)[14]
- 2006 В.А.К.О. Европско првенство у Скопљу, Македонија Злато -81 кг (Ниски ударац)
- 2006 В.А.К.О. Балканско првенство у Бургасу, Бугарска Злато -81 кг (Ниски ударац)[15]